# Armaillé
Armaillé – miejscowość i gmina we Francji, w regionie Kraj Loary, w departamencie Maine i Loara.
Według danych na rok 2010 gminę zamieszkiwały 284 osoby, a gęstość zaludnienia wynosiła 17 osób/km².